# Nintendo DS
Nintendo DS (Понякога съкратено DS или NDS) е игрална конзола с два екрана, разработена и произведена от Nintendo. Конзолата е със сгъваем дизайн, подобен на Game Boy Advance SP, с два LCD екрана отвътре, като долния е сензорен екран. Nintendo DS има също така вграден микрофон и поддържа безжичен интернет (Wi-Fi), коетопозволява на играчите да взаимодействат помежду си в рамките на малък окръг (10 – 30 м, в зависимост от условията), или онлайн с Nintendo Wi-Fi услугата, която е въведена по-късно след производството на конзолата. Това е първата конзола Nintendo, която е пусната на пазара в Северна Америка, преди да бъде пусната в Япония.
На 2 март 2006 г., Nintendo пуска на пазара Nintendo DS Lite, един нов дизайн на Nintendo DS. През юни 2006 г. той е пуснат на пазара в Северна Америка, Европа и Австралия. DS Lite е по-тънка и по-лека версия на Nintendo DS. На 2 октомври 2008 г., Nintendo обяви Nintendo DSi, друг редизайн на Nintendo DS, по време на есенния форум на Nintendo. Тя е пусната в Япония на 1 ноември 2008 г. и в Северна Америка, Европа през юни 2009 г., а в Австралия на 2 април 2009 г. Освен че е по-тънък, този нов модел има и опцията да снима, тъй като има вградена камера.
| Тегло:     | 300 грама |
| Размери:   | 148.7 mm х 84.7 mm х 28.9 mm |
| Екрани:    | Два отделни 3-инчови TFT LCD екрана с резолюция от 256 х 192 пиксела, размери 62 mm х 46 мм и 77 mm по диагонал. Разликата между екраните е приблизително 21 мм, равно на около 92 „скрити“ линии. Долният екран на Nintendo DS е резистивен сензорен екран, който реагира на натиск от точка на екрана в даден момент. |
| Процесори: | Два АRМ процесора, един ARM946E-S основен процесор и един ARM7 помощен процесор с тактова честота от съответно 67 MHz и 33 MHz. |
| RAM:       | 4 MB RAM на мобилните устройства |
| Памет:     | 256 KB на заводска флас памет |
| Wi-Fi:     | 802.11b мрежи, съвместими с WEP криптиране |

## Живот на Батерията
Nintendo DS съдържа акумулаторна литиево-йонна батерия с капацитет от 850 Mah. При пълно четири часово зареждане, батерията трае около 10 часа. Животът на батерията зависи от множество фактори, включително обем на говорителя, използването на един или и двата екрана, използването на осветление, както и използването на безжична връзка. Батерията е проектирана да бъде премахната само когато изтича. За да се поддържа живота на батерията по време на играта, потребителите могат да затворят системата Nintendo DS.

## Пикто Чат
PictoChat позволява на потребителите да общуват с други потребители на Nintendo DS в мястото, където е безжичната мрежа. Потребителите могат да въвеждат текст (чрез екранна клавиатура на долния екран), да пишат съобщения или да изготвят снимки (чрез сензорения екран). Има четири чатрума (А, Б, В, Г), в които хората могат да отидат и да разговарят. До шестнадесет души могат да се свързват във всяка една стая.

## Съвместимост
Въпреки че в дока на Nintendo DS се приемат и поддържат Game Boy Advance касети (но не и Game Boy и Game Boy Color касети), Nintendo е подчертал, че основните му намерения са за включване на широка гама от аксесоари, които да бъдат достъпни за системата.

## Браузър
На 15 февруари 2006 г., Nintendo обяви версия на крос-платформения браузър Opera за системата DS. Браузърът може да използва един екран, втория екран за увеличение, или и двата екрана заедно за да представи един по-добър поглед върху страницата. Браузърът влезе в продажба в Япония и Европа през 2006 г. и в Северна Америка на 4 юни 2007 г.

## MP3 Player
Nintendo MP3 Player (модифицирана версия на устройството, известно като Play-Ян в Япония) е издаден на 8 декември 2006 г. от Nintendo. В Европа продажната цена започва от £ 29.99 / € 30. В добавка системата използва сменяеми карти SD за съхраняване на MP3 аудио файлове, и могат да бъдат използвани при всяко устройство, което предлага поддръжка за касети Game Boy Advance, но поради това, тя е ограничена по отношение на своите потребителски интерфейс и функционалност. Той не е съвместим с DSi, поради липсата на слот за GBA.